# ゆきのへや
『ゆきのへや』は、2008年1月29日から同年2月26日まで名古屋テレビ（メ〜テレ）で放送されていた広報番組である。全5回。放送時間は毎週火曜 25:20 - 25:25 （日本標準時）。

## 概要
木田ゆきのが同年代の女性向けの商品やサービスを紹介していた深夜のミニ番組である。木田は、電機メーカーに勤める22歳のOL「松田ゆき」として出演していた。番組は毎回連動データ放送を行い、携帯サイトで視聴者プレゼントを行っていた。ハイビジョン制作という触れ込みだったが、実際には全編サイドパネル付きでの放送だった。
ちなみに、「○○のへや」というミニ番組は過去に数回制作されている。